# Justinien Viallon
Pierre Marie Justinien Viallon, né le 31 mars 1806 à Lyon et mort le 4 février 1874 à Paris) est un organiste, compositeur et pédagogue français. 
Il étudie au Conservatoire de Paris, dans la classe d'Antoine Reicha. Après avoir exercé la fonction de répétiteur de son maître, il enseigna dès 1838 au Gymnase militaire. Il fut organiste à Saint-Paul, à Saint-Louis, à Saint-Philippe-du-Roule et enfin titulaire du petit orgue de La Madeleine.

## Œuvres théoriques
- La Science du compositeur, ou l'Harmonie complète en 150 leçons
- Abrégé harmonique à l'usage des écoles et des cours publics, 1852
- Manuel musical, solfège vocal ou instrumental pour enseignement collectif ou particulier, composé en vue des sociétés orphéoniques, collèges, lycées, pensions, etc., 1874